# 風の中の少女 金髪のジェニー
『風の中の少女　金髪のジェニー』（かぜのなかのしょうじょ きんぱつのジェニー）は、日本アニメーション製作によるテレビアニメ。テレビ東京系にて、1992年10月15日から1993年9月30日まで全52話が放送された。副題は「小さな恋と冒険の物語」。

## 概要
日本アニメーション作品中、世界名作劇場とは別段で西洋文学や人物を題材として制作した作品群（「愛の学校クオレ物語」「ジャングルブック・少年モーグリ」など）の一つ。本作以降、世界名作劇場と物語感が重複するテレビアニメ作品は、海外輸出を前提とした「冒険者（1992年制作・2002年にNHK-BS2で日本初放送）」を除いて制作されていない。なお、テレビ東京系列の木曜19:30枠のアニメ路線は、本作の放送終了をもって中断した。
　アメリカ音楽の父といわれているスティーブン（作中ではスチーブン）・フォスターと、後に彼の妻となるジェニー（医師フレデリック・マクダウェルの一人娘）、マクダウェル家に仕える黒人のビッグジョーの倅であるビルの幼馴染み三人が、郷里のペンシルベニア州・ローレンスヴィルで自然に囲まれて成長し、スティーブンは作曲家、ジェニーは女医になることを決心してニューヨークへ遊学する15歳程度までが描かれている。南北戦争前の時代であり、黒人差別についても取り上げられた。原作は石森史郎がフォスターの人物伝などをモチーフに書き下ろしたフィクションである。本作の題名にもなっている「金髪のジェニー」をはじめ「ケンタッキーのわが家」「夢見る人」「オールド ブラック ジョー」「おおスザンナ」「草競馬」などフォスターの曲のアレンジが随所でBGMや作中での合唱曲として使用されている。

## あらすじ
1830年代のアメリカ、ペンシルベニア州にある小さな町ローレンスヴィルに住むお転婆な少女ジェニー・マクダウェルは、医師である父フレディ、看護師の母アンジェラと幸せに暮らしていた。幼馴染でハーモニカやピアノの得意なスチーブン、マクダウェル家の使用人の子供でバンジョー弾きの黒人少年ビルをはじめとする数々の友人にも恵まれた。ある日、ジェニーの母アンジェラが病に倒れ亡くなってしまう。その後、ジェニーは、父の再婚や様々な人との出会いを機に、父のように病気の人を助ける医師を志す。進学先のニューヨークでの厳しい教育や逆境にも負けず、持ち前の芯の強さと誰に対しても分け隔てなく接する優しさで人々の心を動かしていく。そして、後に名作曲家となるスチーブンとジェニーの青春時代の恋と冒険を描く。

## 登場人物

### 主要登場人物
ジェニー / ジェニー・マクダウェル
声 - 堀江美都子
本作品の主人公。ローレンスヴィルの医師フレデリック・マクダウェルの一人娘。長い金髪と青い瞳を持つ明るく活発な少女で、誰に対しても分け隔てをせずに優しく接するみんなの人気者。ピアノの演奏と歌唱が得意なほか走るのも速い。
父の姿やローレンスヴィルでの出来事から医者を志し、ニューヨークの学校へ進学する。よく機転が利くほか、間違っていると思ったことには真っ向から対抗する芯の強さも持っており、それにより数々のピンチを切り抜ける。
スチーブン / スティーブン・コリンズ・フォスター
声 - 藤田淑子
ジェニーの幼なじみで弁護士の息子。音楽好きな少年でハーモニカを用いて作曲をするのが得意。将来は作曲家になることを夢見ている。父や周りの人の反対により何度も音楽の夢を諦めかけるが、ジェニーの励ましで音楽の道を志す。
幼少期からジェニーに好意を抱いており、ジェニーの16歳の誕生日で告白、最終的には結婚する。
作中のナレーションも担当する。
ビル
声 - 菊池正美
マクダウェル家の使用人の黒人の子供。ジェニーとスチーブンの親友。
心の優しい少年で、バンジョーの演奏が得意。お互い我の強いジェニーとスチーブンの間に立って、仲裁するような場面も多い。もともとはマクダウェル家で父と共に働いていたが、ヘンリーの紹介でジェニーのニューヨークの進学先の学校で勤めるようになる。
冒険旅行中の黒人バンドグループとの出会いを機に音楽の道を志し、後に有名ミュージシャンになる。

### 故郷・ローレンスヴィル編

#### マクダウェル家
フレディ / フレデリック・マクダウェル
声 - 有本欽隆
ジェニーの父。ローレンスヴィルで開業する医師で、なによりも患者を優先して働き、貧しい者からはお金を取らずに治療するため、街の人の尊敬を集めている。
とある出来事をきっかけに自身の医学知識が最新医療から遅れていることを感じ、1年間パリへ留学することを決意する。
アンジェラ・マクダウェル
声 - 神田和佳
ジェニーの母。夫を手伝い、看護婦の仕事もこなす。アンジェラからのピアノのレッスンがジェニーの楽しみの1つであった。
序盤で心臓の病に倒れて帰らぬ人となる。
ビッグ・ジョー
声 - 石森達幸
ビルの父親でマクダウェル家の使用人。その名の通りの黒人の大男。農作業や家屋の修繕などの雑事を担当する。しっかりとした自身の考えを持っていて、何でもできる器用な男でもあり、息子のビルだけでなく、ジェニーからも尊敬されている。
アンジェラと異なり杓子定規なダイアナやサンドラに煙たがられており、フレディの留学中にマクダウェル家を半ば追い出される形となる。
マミー声 - 岡のりこ
ビルの母親でマクダウェル家の使用人。主に料理番を担当。料理の腕が立ち、特にケーキはローレンスヴィルの子供たちからはアメリカ1との評価を受けている。
トレイ
ジェニーの飼い犬。

#### 学校
マーガレット先生
声 - 篠原恵美
ジェニーたちの通う小学校の担任教師。生徒たちからも愛される優しい先生。ジェニーと同じく11歳の頃に母親を亡くした。
アンジェラを亡くし学校を休んでいるジェニーを優しく諭す。
ロバート
声 - 露崎照久
ラーキン市長の息子で、ジェニーのクラスメイト。ジェニーに好意を抱いており、そのことでジェニーと仲の良いスチーブンとはしばしば対立する。
ジェニーのためにハーモニカを始めるが、救いようのない音痴で全く上達しない。
ミッキー
声 - 水原リン
ジェニーのクラスメイトで、ロバートの子分のような存在。
ロイ
声 - 田野恵
ジェニーのクラスメイトで、ロバートの子分のような存在。
ポーラ
声 - 佐久間純子
ジェニーのクラスメイト。ジェニーとは仲の良い女友達。
火事の家に取り残されていると思った母を助けようと、飛び込もうとしたところをジェニーに止められ助かった。
メリー
声 - 南央美
ジェニーのクラスメイトで友達。祖母が病気がち。

#### ダイアナとその親族・旧知
ジョンソン
声 - 八木光生
ニューヨークの実業家。汽車でローレンスヴィルを通りかかった際に病気で倒れてマクダウェル医院に担ぎ込まれる。
当初はフレディやジェニーを煙たがり、ダイアナの結婚にも反対していたが、結婚後は義理の孫となったジェニーを愛するようになる。
ダイアナ
声 - 勝生真沙子
ジョンソンの娘。もともと父の秘書をしており、とても賢く弁が立ち行動力もあるが、高級品雄取り扱っていない店にクレームをつけるなど、お嬢様育ちの我侭な面も残る。
父を助けたフレディに好意を抱き、看護婦の勉強をしてマクダウェル医院で働くようになる。その後、フレディの後妻になり、診療所の切り盛りをするほかジェニーの教育に身を注ぐようになる。
サンドラ
声 - 藤夏子
ジェニーに行儀作法を躾けるためにダイアナに呼ばれた家庭教師。ジェニーを社交界デビューさせるために厳しい教育をする。使用人の子供にも関わらずジェニーと親しくするビルやダイアナとアンジェラを重ね合わせるビッグ・ジョーとマミーを良く思っていない。
コニー
声 - 引田有美
サンドラと共にマクダウェル家にやってきた黒人のメイド。他の使用人の動向をサンドラに報告する。
バーバラ
声 - 京田尚子
ダイアナの結婚式でローレンスヴィルに訪れたダイアナの叔母。田舎嫌いでやや傲慢。
トーマス
声 - 山口勝平(12話)→真殿充昭(25話)
バーバラの孫。ジェニー達と同い年くらい。お坊ちゃま育ちで気取り屋だが、根は優しい。
学校で弾いていた音楽を馬鹿にしたことでスチーブンと喧嘩になるが、スチーブンが作曲した曲だと知ると称賛するようになる。

#### その他住民またはローレンスヴィルで初登場した人物
ラーキン市長
声 - 藤本譲
ロバートの父親でローレンスヴィルの市長。人格者とは言いがたい人物。息子と同様にひどい音痴。
ロバートが病気になった際、町でフレディから十分な治療が受けられなかったことに不満を持ち、フレディの留学中に近くに大病院を建設する。
ウィル
声 - 茶風林
ラーキン市長の助役。ラーキン市長に代わりロバートへのハーモニカの指導を頼まれるが、ロバートの音痴に困り果てる。
ヘンリー
声 - 中村秀利
スチーブンの父親で弁護士。フレディの友人でもある。町の人からも愛されており、マクダウェル家を追い出されたビル一家を雇う。
息子スチーブンも弁護士になることを願っており、音楽の勉強をすることには反対の立場を取っている。
スーザン
声 - 速見圭
スチーブンの母親。父の意向に反し音楽をやりたいスチーブンに、一定の理解を示す。
サンディ / サミエル・ジャンセン
声 - キートン山田
旅の歯医者。馬車で各地を診療して回っている。ジェニー達の相談相手。
医学の勉強を続けていたものの、卒業前に両親の不幸により資金難となり退学を余儀なくされ、医師免許がないまま医療の仕事を続けていた。
冒険旅行中のジェニーら3人と偶然再会する。
ハロルド
声 - 田原アルノ
ポーラの父親。町唯一の雑貨屋を営む。
デポラ
声 - 叶木翔子
ポーラの母親。ハロルドと共に雑貨屋を営む。焚火の不始末により店ごと一戸全焼の火事を起こしてしまう。
ヘレン・スミス
声 - 渡辺久美子
両親と共に幌馬車でセントルイスを目指す、旅の開拓民一家の娘。「あたしの記憶によると～」が口癖。将来は教師になることを夢見ている。
彼女との出会いはジェニーの将来に大きな影響を与えることになる。
ジミー・スミス
声 - こおろぎさとみ
ヘレンの弟。飴が大好き。
リバー
声 - 片岡富枝
町に住む黒人老婆。瀕死の状態に陥るが、フレディの手術により回復する。
ケリー
声 - 福田信昭
ローレンスヴィルで鍛冶屋を営むおじさん。
駅長
声 - 山崎たくみ→水鳥鉄夫
ローレンスヴィルの駅長。

### ニューヨーク編

#### セント・マリア女学院
ベティ
声 - 白鳥由里
ジェニーのルームメイトでクラスメイトでもある。気が弱く泣き虫な少女だが、ホラー好き。母から貰った口紅を宝物にしている。
学院内ではジェニーの1番の友人となる。
キャシー
声 - 三浦雅子
ジェニーのルームメイトで1学年先輩。よく読書をしている。学院の状況には不満をもっているようだが、あきらめて傍観している。
ジェニーを追い出すよう影で仕向けていたが、後に自分の間違いに気づきジェニーの味方になる。
モーラ
声 - 西原久美子
ジェニーのルームメイトで1学年先輩。カンナにジェニーの動向を報告するなど、スパイのような役回りをしていたが、ある事件がきっかけでジェニーに心を開く。
ローザ
声 - むたあきこ
ジェニーのクラスメイト。当初は田舎出身のジェニーを軽蔑し、彼女の行動をガーランド先生に告げ口していたが、規則に縛られる学院を変えようとするジェニーに徐々に同調するようになる。
クリス
声 - 石川悦子
ジェニーのクラスメイト。入学後すぐにジェニーと友達になる。
エミー
声 - 石桃子
ジェニーのクラスメイトで、ローザの親友。クラスの代表で学生自治会の役員でもある。
カンナ
声 - 玉川紗己子
ジェニーの4学年上の上級生で、寮の管理を任されている。ガーランド先生の手先で、寮の生徒たちを監視して動向をガーランド先生に報告している。
ガーランド先生の影響を受けジェニーを陥れようと暗躍するが、ある事件でガーランド先生に裏切られてからはジェニーの味方になる。
ガーランド先生 / リズ・ガーランド
声 - 鵜飼るみ子
学生主任。自らを規則と称して憚らず、生徒たちを厳しく抑圧する。自分の思い通りに従わないジェニーを陥れようと、生徒の手紙を隠匿したり、ジェニーをテスト用紙盗難の犯人に仕立てたりと様々な汚い企みを実行する。評議員会には良い顔をしており、自分の立場が悪くなるとヒラリーやカンナに責任を擦り付けようとするなど陰湿。
ある事件をきっかけに生徒たちと一応は和解し、学院の自由を認めるようになる。
ヒラリー
声 - 金丸日向子
学院の事務員。ガーランド先生の手先となって生徒宛の手紙の検閲などをする。
ミンナ院長
声 - 公卿敬子
学院の院長。温厚な性格でジェニーたち生徒に優しく接する。ガーランド先生の抑圧的な指導に対しては行き過ぎと感じているが、仕事の関係で学院を留守にすることが多く、ガーランド先生の陰湿な行動を止められずにいる。
アンナ・マリー先生
声 - 色川京子
学院の教師。ジェニーのよき理解者であり、生徒たちからも愛されている。自由の大切さを教えるが、ガーランド先生の策略によって学院から追放されてしまう。
リンダ
声 - 後藤真寿美
学院の食堂で働く黒人の料理人。ジェニーのよき理解者。
ジャクソン
声 - 大山高男
学院の雑役夫の黒人。はじめはジェニーにぶっきらぼうに接するが、黒人相手でも対等に接しようとするジェニーに感銘を受ける。
ジュリア
声 - 弥生みつき
セントマリア女学院に転入してきた謎の少女。ジェニーの2つ年上。スチーブンに好意を抱く。
実はイギリス貴族の娘で、父に婚約させられそうになったところを飛び出し、セントマリア女学院へ転がり込む。

#### 泥棒2人組
クリス
声 - 堀内賢雄
クリスマスの留守を狙いジョンソン邸に入った泥棒。泥棒2人組の兄貴分。
怪我で留守番をしていたジェニーやそこに訪ねてきたスティーブンとビルに追い返され逮捕される。その後なぜかローレンスヴィルへ向かう汽車に乗ろうと駅にいたジェニーと再会し、誘拐してジョンソンから身代金を受け取ろうとする。
しかし、牛泥棒のグループから共に逃げるうちにジェニーらの友情に少し心を動かされる。
ハッチ
声 - 安西正弘
クリスの弟分。頭脳派のクリスに対し、あまり機転は利かないため、いつも実行役。逃走中に転んでけがをするなど少し間抜けな所がある。

#### その他ニューヨーク編での登場人物
ウェイン大佐
声 - 沢木郁也
学院の評議員。かつてはダイアナの父ジョンソンの部下であった。
ガーランド先生と恋仲になる。
医師
声 - 小杉十郎太
古いおやつを食べて食中毒を起こした生徒と達を診察しに来た医師。生徒たちが数回食事を抜いていたことを不審に思う。
警官
声 - 小野健一
ニューヨークの警察官。噴水で遊んでいたジェニー達を見つけて叱る。
マーカス
声 - 飯塚昭三
ジュリアが住む屋敷の執事長。屋敷を飛び出したジュリアを捜し、追い回す。
少々人相が悪いため、警官やビルに誘拐犯と間違われた。
カートラッセル伯爵
声 - 加藤精三
ジュリアの父。ジュリアにお見合いを迫るが、ジュリアの家出事件で考えを改め、少しジュリアの意見を尊重するようになる。
ジョナサン
声 - 山崎たくみ
カートラッセル伯爵家のお抱え馭者。マーカスと共にジュリアを追う。

### 冒険旅行編

#### 牛泥棒からの逃走編での登場人物
ビリー
声 - 西川幾雄
牛泥棒グループの主犯格。森でピューマに襲われそうになっているジェニーを見つけて捕らえる。牛を売りに行くついでに人買いに売ろうとするが、助けに来たスチーブンとビルにより逃がしてしまい、巻き添えとなった泥棒2人組のクリスとハッチ共々口封じに殺そうとする。
ジム
声 - 神谷和夫
牛泥棒の一味。ジェニーを馬車まで運び込む。
ジョン
声 - 中村大樹
牛泥棒の一味。牛の転売先の商談担当。
保安官
声 - 福田信昭
牛泥棒を追っていた保安官の1人。助けを呼びに行ったスチーブンと鉢合わせ、間一髪のところでジェニーらを牛泥棒から助ける。

#### バーナードとの旅編での登場人物
バーナード
声 - 滝口順平
馬車で旅をする行商人。昔事業に失敗し、妻のいる家を出て借金を返すためにニセ薬を売り歩く。
ジェニーら3人と馬車で旅をする途中で妻マリアの病気を知らされ、3年ぶりに再会する。
少女
声 - 矢島晶子
バーナードが偽薬を売っているところに居合わせた少女。病気の母親のために、バーナードが売っている薬を安く売ってくれるよう頼む。
マリア
声 - 好村俊子
バーナードの妻。事業に失敗し借金取りに追われても、バーナードの元を離れなかった。病気になりながらも家を飛び出たバーナードの帰りを待ち続けていた。
リチャード医師
声 - 荒川太郎
マリアを診察した医師。

#### 秘宝探検編での登場人物
ベン
声 - 槐柳二
昼間から町で飲んだくれていた老人。ジェニーの良心に漬け込み、レストランで料理を奢らせたり、拾った地図を宝の地図と偽り売りつけたりと悪戯を働く。
マスター
声 - 喜多川拓郎
ベンが行きつけの酒場のマスター。急に羽振りが良くなったベンを不自然に思う。
保安官
声 - 掛川裕彦
ベンが住む町の保安官。ベンの通報により、間一髪のところでジェニーらをテッドら3人から助け、逮捕する。
テッド、ジャン、ビリー
声 - 塚田正昭、広瀬正志、子安武人
銀行強盗3人組。ジェニーらが宝探しに入った洞窟に盗品を隠していた。鉢合わせたジェニーらを射殺しようとする。

#### サンディと偽医者騒動での登場人物
リチャードソン判事
声 - 村松康雄
ジェニーら3人と駅馬車に乗り合わせた巡回判事。馬車の転覆によりけがをしたところを偶然通りかかったサンディの手当てで助けられる。
後にサンディが無免許医療行為についての裁判で裁判官を担当し、当初は厳罰を出そうとするが、パティや住民達の訴えにより機転を利かせる。
ジミー
声 - 田野恵
ジェニーら3人が冒険旅行中に立ち寄った町で出会った少年。暴走する馬車に轢かれて瀕死の状態になるが、サンディの手術により回復する。
パティ / パトリシア
声 - 滝沢久美子
ジミーの母親。3年前(初登場時点から数えて)に夫を亡くした。無免許で医療行為を行ったために裁判にかけられてしまったサンディを必死で弁護する。サンディに好意を抱く。
ダンカン
声 - 渡部猛
ジミーが住む町の唯一の医者。市長選挙に出るために患者を放り出すなど、自分の利益を第一に考えるため住民から愛されていない。
保安官
声 - 菅原正志
ジミーが住む町の保安官。無免許で医療行為を行ったことでサンディを告訴する。

#### さよならビル編での登場人物
エディ
声 - 大滝進矢
黒人4人組バンド「スウィング・カルテット」の座長。バンジョー弾きのミュージシャンを目指すために入団を希望するに反対していたが、ジェニーとスチーブンの説得によりバンドのメンバー入りを認める。
ベン
声 - 島香裕
スウィング・カルテットのメンバー。ビルが万引きの疑いをかけられているところを助けた。
チャールズ、ロイ
声 - 石井康嗣、沢りつお
スウィング・カルテットのメンバー。
雑貨屋店主
声 - 徳丸完
雑貨屋の店主。商品を手に取ったビルに万引きの疑いをかける。

#### ジョーンズタウン
ジョン
声 - 桜井敏治
運搬業のおじさん。ブライアン邸にピアノを運ぶ途中、馬に水を飲ませようと川に近づき、馬車ごと川に落ちそうになったところをジェニーとスチーブンに助けられる。
配達後、街まで一緒に乗せてくれた上に汽車賃に相当するお駄賃をくれる。
ジェシカ
声 - 折笠愛
ブライアンの一番弟子の女性。スチーブンの作曲した曲に聞き惚れ、ブライアンに聴かせることを勧める。
ブライアン
声 - 加藤治
全米音楽アカデミーの有名音楽家。スチーブンの曲を聞いて才能がないと言い、それを聞いたスチーブンが音楽の夢を諦めようとする。

### トレド編

#### 診療所
ジェイソン医師
声 - 千田光男
トレドで開業する医師。ウェイン大佐の知人で、ジェニーの実習を引き受ける。
金へ執着し、頑固さから看護師が相次いで辞職する事態となる。学生の頃コンラッドに好意を抱いていたが、プロポーズを断られ、以降は独身のまま医師を続けていた。ある事件をきっかけにお互いの真意を知り、コンラッドと結婚する。
このことが、音楽を諦めかけていたスチーブンの将来に大きな影響を与える。

#### ホーム(孤児院)
シスター・コンラッド / ナンシー・コンラッド
声 - 島本須美
シカゴの大金持ちの実業家の一人娘であったが、慈善事業にのめり込み、気の毒な子供たちを集めて個人で「ホーム」と称する孤児院を運営している。実家からは勘当されているため、資金難に苦しんでいる。よく気絶をする。
ハーマン
声 - 喜多川拓郎
コンラッド家の元使用人で、シスター・コンラッドに付いて孤児院の雑務などを行っている。コンラッドの体を心配している。
ミッシェル
声 - 木藤聡子
ジェニーがトレドに到着した日にホームにつれてこられた少女。ショートヘアで、一見男の子のように見える。
両親を亡くしてからまだ短く、はじめはジェニーの鞄を取ったり、ベッシーと激しくケンカするなど荒っぽかったが、のちにベッシーとは良いコンビになる。
ベッシー
声 - 岡本麻弥
ホームで暮らす少女。いろいろなものを母親の形見にする癖がある。お金持ちの生活に憧れているが、ホームを大切に思っている。
実業家夫婦に養子に乞われた際にはホームを離れることを嫌がっていたが、自分さえ養子に出ればホームの生活が楽になると考え、承諾する決意をする。
ジャック
声 - 松井摩味
ホームで暮らす12歳(初登場時)の少年。ホームに訪ねてきたビルを見て、ミュージシャンを志すようになる。
ドロシー
声 - 高橋美紀
ホームで暮らす少女。年長で大人しめである。ジャックに好意を抱く。
サム
声 - 山田妙子
ホームで暮らす男の子。ホームの中では最年少。ネズミをペットにしている。
トミー
声 - まるたまり
ホームで暮らす少年。

#### その他トレド編での登場人物
ターナー
声 - 藤城裕士
トレドの町長。町で度々事件を起こすホームの子供たちを良く思っておらず、サリーが一緒に遊ぶことを嫌い、何度もホームの閉鎖を迫る。
しかし、ある事件で考えを改め、それからはホームを支援するようになる。
サリー
声 - 天野由梨
ターナー町長の一人娘。両親にあまりかまってもらえず寂しい思いをしている。賑やかなホームの子供たちを羨ましがっている。
マリアン
声 - 斉藤昌
サリーの母親。外出が多くあまりサリーに構えない。
ダニエル・ピーターズ
声 - 山野史人
クリーブランドの実業家。ホームにやってきて多額の寄付をし、ベッシーを養子に乞う。
しかしその本当の目的は、慈善事業を糧にオハイオ州知事選挙での自身の支持率を上げることだった。
リンダ
声 - 藤井佳代子
ダニエルの妻。ダニエルと共にホームへやってくる。
秘書
声 - 松本保典
ダニエルの忠実な秘書。決断を悩むベッシーを強引に馬車で連れ去ろうとする。
記者
声 - 江原正志
ダニエルらと共にホームへやってきた新聞記者。ダニエルの支持率を上げるため、ホームの子供たちを哀れな孤児たちに仕立てて、ダニエルの支援を賞賛する記事を書く。
ディック
声 - 筈見純
コンラッドやジェイソンの古くからの知り合い。お坊ちゃま育ちで、欲しいものを手に入れる手段を問わない。
ホームの土地を立ち退かせ、コンラッドに自身と結婚させるよう仕向ける。
弁護士
声 - 若本規夫
ディックが手を回し、ホームの土地の立ち退きを迫った弁護士。

## スタッフ
- 原作 - 石森史郎
- 企画 - 大橋益之助（電通大阪支社）、佐藤昭司
- 監督 - 康村諒
- キャラクターデザイン - 加瀬政広
- 美術監督 - 高野正道
- 美術設定デザイン - 川本征平
- 撮影監督 - 杉山幸夫
- 音響監督 - 山田悦司
- 音楽 - 島津秀雄
- 制作 - 本橋浩一
- 製作管理 - 中島順三
- プロデューサー - 清水睦夫（テレビ東京）、松土隆二、小竿俊一
- 企画協力 - 電通大阪支社
- 製作 - テレビ東京、日本アニメーション

## 主題歌

### オープニングテーマ
「太陽を追いかけて」
作詞 - そのべかずのり / 作曲・ 編曲 - 長谷川智樹 / 歌 - 堀江美都子

### エンディングテーマ
「思い出の鏡」
作詞 - 白峰美津子 / 作曲・編曲 - 島津秀雄 / 歌 - 堀江美都子
上記2曲を収録したシングルCDは、日本コロムビアからリリースされた。

## 放映リスト
| 話 | 放映日          | サブタイトル       | 脚本     | 絵コンテ   | 演出       | 作画監督            |
| -- | --------------- | ------------------ | -------- | ---------- | ---------- | ------------------- |
| 1  | 1992年 10月15日 | 故郷の人々         | 石森史郎 | 康村諒     | 康村諒     | 加瀬政広            |
| 2  | 10月22日        | 草競馬             | 石森史郎 | 栗山美秀   | 清水明     | 及川博史            |
| 3  | 10月29日        | 死なないで母さん   | 石森史郎 | 浅香守生   | 黒田恭弘   | 田崎聡              |
| 4  | 11月5日         | 涙は星のかなたに   | 石森史郎 | 山崎茂     | 山崎茂     | 石之博和            |
| 5  | 11月12日        | 華やかな患者さん   | 石森史郎 | 神田直人   | 神田直人   | 菱沼義仁            |
| 6  | 11月19日        | お父さんとの約束   | 石森史郎 | 青山ヒロシ | 石堂宏之   | 谷口守泰            |
| 7  | 11月26日        | 意外なプレゼント   | 石森史郎 | 生頼昭憲   | 生頼昭憲   | 林和男              |
| 8  | 12月3日         | ダイアナさんの謎   | 石森史郎 | 滑川悟     | 滑川悟     | 田崎聡              |
| 9  | 12月10日        | 友情のバザー       | 藤本信行 | 白土武     | 清水明     | 嶋津郁雄            |
| 10 | 12月17日        | 一人ぼっちの夜     | 藤本信行 | 神田直人   | 神田直人   | 野田卓雄            |
| 11 | 12月25日        | お父さんの決意     | 藤本信行 | 青山ヒロシ | 石堂宏之   | 谷口守泰            |
| 12 | 12月29日        | 新しい旅立ち       | 藤本信行 | 山崎茂     | 山崎茂     | 及川博史            |
| 13 | 12月29日        | 強い友情のきずな   | 藤本信行 | 坂田純一   | 坂田純一   | 田崎聡              |
| 14 | 1993年 1月14日  | 大切なおくりもの   | 藤本信行 | 奥田誠治   | 清水明     | 石之博和            |
| 15 | 1月21日         | さよならの朝       | 藤本信行 | 青山ヒロシ | 生頼昭憲   | 石之博和            |
| 16 | 1月28日         | 運命の二通の手紙   | 沙賀舞   | 大関雅幸   | 石堂宏之   | 松本清              |
| 17 | 2月4日          | さよなら故郷       | 沙賀舞   | 奥田誠治   | 山崎茂     | 及川博史            |
| 18 | 2月11日         | 新しい生活         | 藤本信行 | 康村諒     | 神田直人   | 野田卓雄            |
| 19 | 2月18日         | 楽しみな日曜日     | 藤本信行 | 白土武     | 清水明     | 嶋津郁雄            |
| 20 | 2月25日         | アンナマリー先生   | 藤本信行 | 坂田純一   | 坂田純一   | 田崎聡              |
| 21 | 3月4日          | 待ち遠しい発表会   | 藤本信行 | 石黒育     | 中野頼道   | 松本清              |
| 22 | 3月11日         | 友情の金時計       | 藤本信行 | 奥田誠治   | 細田雅弘   | 石之博和            |
| 23 | 3月18日         | 狙われた友情       | 藤本信行 | 青山ヒロシ | 五月女有作 | 大下久馬            |
| 24 | 3月25日         | 私は負けない       | 藤本信行 | 山崎茂     | 山崎茂     | 及川博史            |
| 25 | 3月25日         | 一人ぼっちの聖夜   | 沙賀舞   | 大関雅幸   | 神田直人   | 野田卓雄            |
| 26 | 4月8日          | 学院おばけ騒動     | 藤本信行 | 青山ヒロシ | 石堂宏之   | 加瀬政広            |
| 27 | 4月15日         | 自由への旅立ち     | 藤本信行 | 石黒育     | 中野頼道   | 松本清              |
| 28 | 4月22日         | 美しき転校生       | 藤本信行 | 奥田誠治   | 清水明     | 石之博和            |
| 29 | 4月29日         | 恋する少女たち     | 藤本信行 | 山崎茂     | 山崎茂     | 及川博史            |
| 30 | 5月6日          | ちょっぴり大人に   | 藤本信行 | 青山ヒロシ | 錦織博     | 加瀬政広            |
| 31 | 5月13日         | 楽しい筈の夏休み   | 藤本信行 | 康村諒     | 山崎茂     | 石之博和            |
| 32 | 5月20日         | ジェニーの危機     | 藤本信行 | 中野頼道   | 中野頼道   | 松本清              |
| 33 | 5月27日         | 命がけの脱出       | 藤本信行 | 坂田純一   | 坂田純一   | 野田卓雄            |
| 34 | 6月3日          | 心通い合う旅人     | 藤本信行 | 奥田誠治   | 細田雅弘   | 及川博史            |
| 35 | 6月10日         | お騒がせ秘宝探検   | 藤本信行 | 青山ヒロシ | 石堂宏之   | 加藤裕美 加瀬政広   |
| 36 | 6月17日         | 真実の叫び         | 藤本信行 | 日下部光雄 | 山崎茂     | 石之博和            |
| 37 | 6月24日         | 孤独なビルの悩み   | 藤本信行 | 中野頼道   | 中野頼道   | 松本清              |
| 38 | 7月1日          | さよならビル       | 藤本信行 | 阿部司     | 阿部司     | 新川信正            |
| 39 | 7月8日          | わが心のメロディ   | 藤本信行 | 日下部光雄 | 山崎茂     | 及川博史            |
| 40 | 7月15日         | ジェニー・15歳     | 藤本信行 | 康村諒     | 石堂宏之   | 加瀬政広            |
| 41 | 7月15日         | 冷たい瞳の天使達   | 藤本信行 | 細田雅弘   | 細田雅弘   | 石之博和            |
| 42 | 7月29日         | グラス一杯の善意   | 藤本信行 | 中野頼道   | 中野頼道   | 松本清              |
| 43 | 8月5日          | 先生を助けろ!      | 藤本信行 | 阿部司     | 阿部司     | 池原百合子 野田卓雄 |
| 44 | 8月12日         | ジェニーの決断     | 藤本信行 | 山崎茂     | 山崎茂     | 及川博史            |
| 45 | 8月19日         | さよならベッシー   | 藤本信行 | 康村諒     | 石堂宏之   | 加瀬政広            |
| 46 | 8月26日         | 初めてのディナー   | 藤本信行 | 細田雅弘   | 細田雅弘   | 石之博和            |
| 47 | 9月2日          | 嵐の夜の漂流者     | 藤本信行 | 中野頼道   | 中野頼道   | 松本清              |
| 48 | 9月9日          | たちのきの木       | 藤本信行 | 横山広行   | 阿部司     | 池原百合子 野田卓雄 |
| 49 | 9月16日         | 真実のプロポーズ   | 藤本信行 | 山崎茂     | 山崎茂     | 及川博史            |
| 50 | 9月16日         | 夢かなうとき       | 藤本信行 | 横田和善   | 石堂宏之   | 嶋津郁雄            |
| 51 | 9月30日         | 愛が消えた冬の日   | 藤本信行 | 細田雅弘   | 細田雅弘   | 石之博和            |
| 52 | 9月30日         | 風の色のハーモニー | 藤本信行 | 康村諒     | 中野頼道   | 加瀬政広            |

## 書籍
- テレビドラマシリーズ(19) 風の中の少女 金髪のジェニー（文：石森史郎、絵：日本アニメ企画、ポプラ社、1993年、ISBN 4-591-04288-X / ISBN 978-4-591-04288-5）
- テレビドラマシリーズ(20) 風の中の少女 金髪のジェニー2（文：石森史郎、絵：日本アニメ企画、ポプラ社、1993年、ISBN 4-591-04328-2 / ISBN 978-4-591-04328-8）

## メディア展開
- 1992年にコロムビアよりサウンドトラック・風の中の少女 金髪のジェニー 音楽集 ～思い出の鏡～が発売された。本CDは2005年にDVD-BOX発売に合わせて同社ANIMEX 1200シリーズとして再発売された。
- 2005年にアイ・シー・エフよりDVD-BOXが発売された（全2巻）。